# 江门中山纪念堂
江门中山纪念堂，位于中国广东省江门市蓬江区白沙街道范罗岗社区中山公园内，为江门市的一个省级文物保护单位，类型为近现代重要史迹及代表性建筑，公布时间为2010年5月。

## 概况

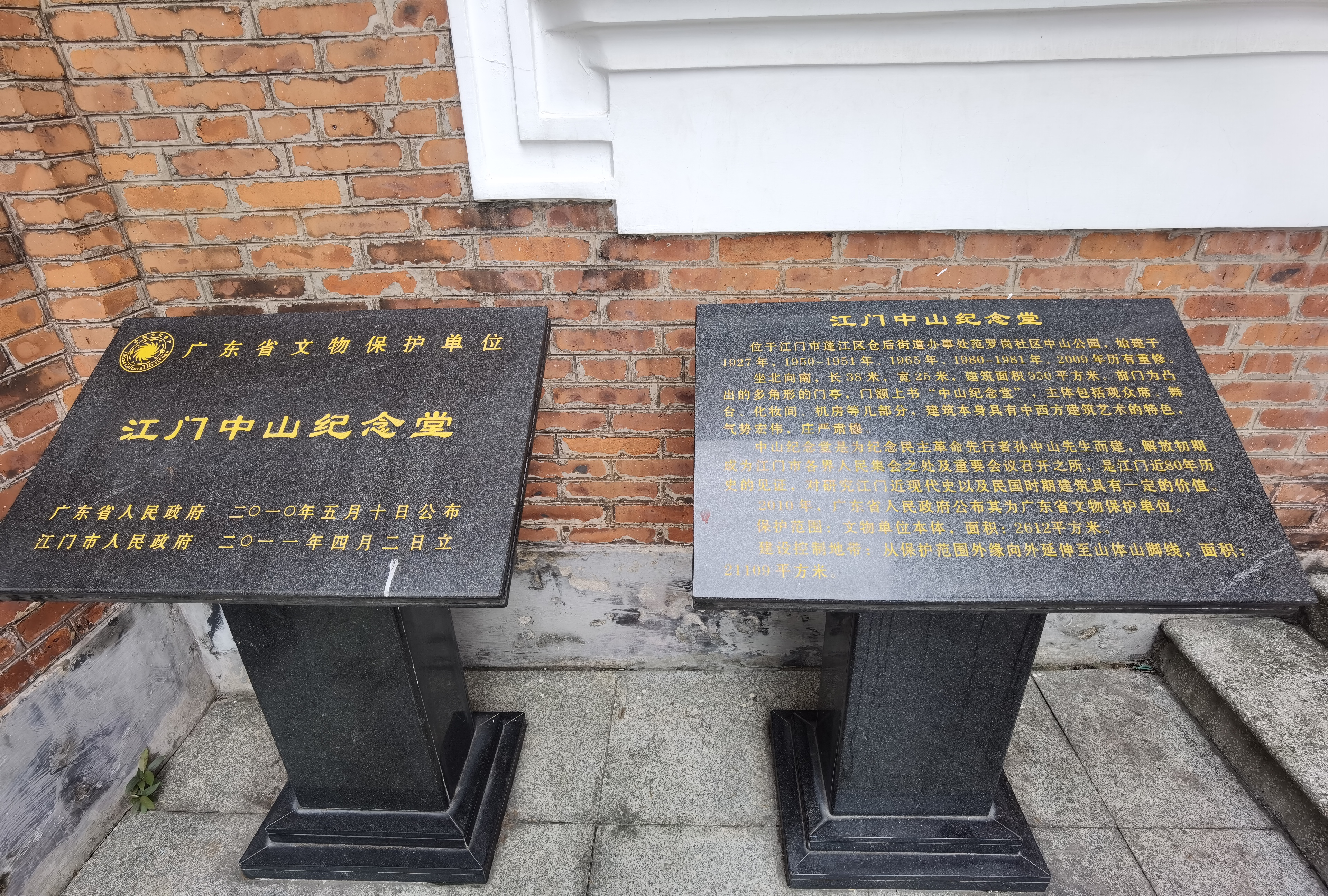
江门中山纪念堂文保牌

江门中山纪念堂的历史年代为1929年。为江门中山公园最早竣工且具代表性的建築物，纪念堂采用北欧风格。建筑是为纪念孙中山先生而建。

## 歷史
- 1929年，建筑落成。
- 1950—1951年，中山纪念堂首次修缮改造。
- 1950—1966年，作为江门市政府会场使用，1950年9月市第一届人民代表大会在这里召开。
- 2009—2011年，重修（纪念堂距今最后一次修缮）